# Bipasha Basu

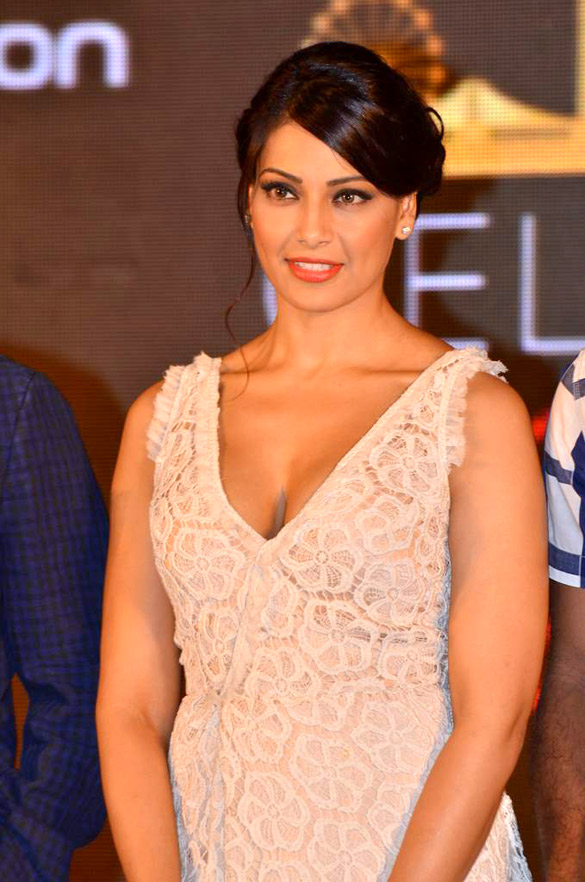
Bipasha Basu auf der iifa 2012

Bipasha Basu (Hindi बिपाशा बसु, bengalisch বিপাশা বসু, Bipāśā Basu; * 7. Januar 1979 in Delhi), auch bekannt unter ihrem Ehenamen Bipasha Basu Singh Grover, ist eine indische Schauspielerin und Model.

## Leben
Bipasha Basu entstammt einer bengalischen Familie. Bekannt wurde sie durch die Erstplatzierung beim „Famous Ford Supermodel Contest“ und bei den „Tulips Miss Super Vavacious“. Aber auch zahlreiche Werbekampagnen ebneten ihr den Weg. Mit ihren Filmen Raaz und Jism machte sie weitere Karriere. Im Jahr 2001 erhielt sie einen Filmfare Award für das beste Debüt. Weitere erfolgreiche Filme waren No Entry (2005) und Barsaat: A Sublime Love Story. 
Seit dem 30. April 2016 ist sie verheiratet mit Karan Singh Grover.

## Filmografie
- 2001: Ajnabee
- 2002: Takkari Donga
- 2002: Aankhen
- 2002: Mere Yaar Ki Shaadi Hai
- 2002: Raaz
- 2002: Chor Machaaye Shor
- 2002: Gunaah
- 2003: Jism – Dunkle Leidenschaft (Jism)
- 2003: Footpath
- 2003: Rules – Pyaar Ka Superhit Formula (Gastauftritt)
- 2003: Zameen
- 2004: Ishq Hai Tumse
- 2004: Aetbaar – Liebe kann tödlich sein... (Aetbaar)
- 2004: Rudraksh
- 2004: Rakht
- 2004: Madhoshi
- 2005: Chehraa
- 2005: Sachein
- 2005: Barsaat: A Sublime Love Story (Barsaat)
- 2005: No Entry – Seitensprung verboten! (No Entry)
- 2005: Apaharan
- 2005: Shikhar
- 2005: Viruddh – Liebe für die Ewigkeit (Viruddh)
- 2006: Humko Deewana Kar Gaye – Liebe überwindet alle Grenzen (Humko Deewana Kar Gaye)
- 2006: Darna Zaroori Hai
- 2006: Phir Hera Pheri
- 2006: Alag – Er ist anders... Er ist allein... (Alag) (Gastauftritt)
- 2006: Corporate
- 2006: Omkara
- 2006: Jaane Hoga Kya
- 2006: Dhoom – Back in Action (Dhoom:2 – Back in Action)
- 2007: Nehlle Pe Dehlla
- 2007: No Smoking
- 2007: Om Shanti Om (Gastauftritt)
- 2007: Dhan Dhana Dhan Goal – Kämpfe für deinen Traum (Dhan Dhana Dhan Goal)
- 2008: Race
- 2008: Bachna Ae Haseeno – Liebe auf Umwegen (Bachna Ae Haseeno)
- 2008: Ein göttliches Paar (Rab Ne Bana Di Jodi) (Gastauftritt)
- 2009: Aa Dekhen Zara
- 2009: All the Best: Fun Begins
- 2010: Lamhaa
- 2011: Dum Maaro Dum
- 2012: Raaz 3
- 2013: Race 2
- 2013: Aatma
- 2014: Humshakals
- 2014: Creature 3D
- 2015: Alone
- 2020: Dangerous (8 Folgen)